# Babax
Genre
Babax est un ancien genre comprenant jadis 3 espèces de passereaux de la famille des Leiothrichidae, dont le nom normalisé (CINFO) est babaxe, désormais inclus dans le genre Pterorhinus.

## Liste d'espèces
D'après la classification de référence (version 2.6, 2010) du Congrès ornithologique international (ordre phylogénique) :
- Babax lanceolatus – Babaxe lancéolé
- Babax woodi – (?)
- Babax waddelli – Babaxe de Waddell
- Babax koslowi – Babaxe de Koslov